# Södermanland (1693)
Södermanland (56 kanoner) var ett svenskt linjeskepp, byggt 1693 av Charles Sheldon i Karlskrona. Hon deltog i expeditionen mot Danmark 1700 samt i sjöslagen vid Köge bukt 1710 och vid Femern 1715, där det gick förlorat till danskarna.